# Карл Шехлін
Карл Шехлін (13 червня 1894 — 7 листопада 1974) — швейцарський академічний веслувальник.
Олімпійський чемпіон 1928 року в складі розпашної двійки зі стерновим.
Чемпіон Європи 1922 (парні двійки), 1925 (вісімки) років, срібний призер 1920 (парні двійки), 1923 (вісімки), 1924 (вісімки), 1926 (розпашні четвірки зі стерновим), 1927 (розпашні четвірки зі стерновим), 1930 (розпашні четвірки без стернового) років, бронзовий призер 1931 року в складі розпашної четвірки зі стерновим.